# Соццани, Франка
Франка Соццани (итал. Franca Sozzani; 20 января 1950, Мантуя, Ломбардия, Италия — 22 декабря 2016, Милан, Италия) — итальянская журналистка, главный редактор итальянского издания журнала Vogue (1988—2016).

## Биография

### Ранние годы
В 1973 году закончила Католический университет Святого Сердца в Милане, где изучала германскую филологию и философию.
Свою журналистскую карьеру она начала в 1976 году как ассистент в журнале детской моды Vogue Bambini. В 1980 году стала редактором модного журнала Lei, в 1982 году перешла на должность главного редактора в мужской журнал Per Lui. Именно в эти годы сложился визуально-ориентированный редакторский стиль Соццани, которая открыла миру таких фотографов, как Петер Линдберг, Брюс Вебер, Паоло Роверси, Эллен фон Унверт.

### В Vogue Italia
В 1988 году, она заняла пост главного редактора итальянской версии журнала Vogue, с 1994 года занимала пост редакционного директора Condé Nast Italia.
Возглавив редакцию Vogue Italia, Соццани сразу же начала менять консервативный, лишенный индивидуальности стиль издания, чтобы создать журнал, который был бы, по её словам, «экстравагантным, экспериментальным, инновационным». Также она хотела, чтобы итальянская версия получила признание на международном уровне, и поэтому начала уделять особое внимание публикуемому в журнале визуальному контенту, приглашая фотографов, с которыми начала сотрудничать ещё во время работы в Lei и Per Lui, и предоставив им возможность свободно реализовывать свои идеи. Особенно плодотворным оказался её творческий тандем с американским фотографом Стивеном Мейзелом, который стал автором всех обложек Vogue Italia в 1988—2015 годы. «Не каждый владеет итальянским, поэтому я решила говорить с многонациональной аудиторией на языке изображений», — говорила Соццани позднее. Обложка первого выпуска, созданного под её руководством (июль-август 1988 года), сильно отличалась от обложек глянцевых изданий того времени: на черно-белом снимке авторства Стивена Мейзела была запечатлена модель Робин Макинтош в простой белой рубашке, был всего лишь один заголовок — «Il Nuovo Stile» («Новый стиль»), что означало начало новой эпохи как и в истории Vogue Italia, так и в модной журналистике в целом.
Считала, что журнал мод не должен быть простым каталогом одежды, но должен точно отражать свою эпоху и те экономические, социально-политические проблемы, которые влияют в том числе и на модную индустрию. Она не боялась публиковать фотосъемки, посвященные таким непривычным и провокационным для глянцевой журналистики темам, как домашнее насилие, проблемы экологии, расовая дискриминация и т. д.
В июле 2008 года вышел The Black Issue, посвященный проблеме расовой дискриминации в модной индустрии. По словам Соццани, на эту идею её вдохновил успех Барака Обамы, бывшего тогда кандидатом на пост президента США от Демократической партии. Героинями обложек и съемок стали 20 темнокожих моделей, среди которых были Наоми Кэмпбелл, Джордан Данн, Лия Кебеде и др., также была опубликована большая статья о Мишель Обама и интервью с американским режиссёром Спайком Ли. Номер продавался с огромным успехом в США и Великобритании, было напечатано 40 тыс. экз. журнала сверх обычного тиража.
В 2011 году начала кампанию против пропаганды анорексии и нездоровых стандартов красоты в медиа и социальных сетях, в рамках которой подписала обращенную к правительству петицию и запустила на сайте vogue.it специальный раздел Vogue Curvy. Для июньского номера журнала Стивен Мейзел сфотографировал «plus-size» моделей Тару Линн, Кэндис Хаффин и Робин Хоули.
Уделяла особое внимание молодых дизайнеров и фотографов на протяжении всей своей карьеры в Vogue Italia. Проект Vogue Talents дает возможность молодым брендам со всего мира заявить о себе. В 2016 году был запущен фестиваль PhotoVogue, который дает молодым фотографам шанс сотрудничества с фотоагентством Art+Commerce.

## Благотворительность
В 2012 году Франка Соццани стала послом доброй воли ООН, в 2014 году — послом доброй воли Всемирной продовольственной программы. Активно участвовала в работе организации Fashion 4 Development, занималась проблемами бедности и гендерного неравенства, посещала бедные страны Азии и Африки, ища способы помочь местной модной индустрии.
В 2012 году была награждена Орденом Почетного Легиона.

## Критика
Публикации  на провокационные темы (домашнее насилие или война) зачастую вызывали критику как неподобающие, направленные на сексуализацию и даже пародийные. Неоднозначную оценку получили выпуски, целиком посвященные определённым культурам: многие считали, что акцент на этнической принадлежности моделей не помогает решить проблему расовой дискриминации в модной индустрии, а лишь усугубляет её. Те же споры вызвало и решение посвятить специальный выпуск моделям "plus-size": выделение их в особую группу было воспринято некоторыми как ещё один шаг к укреплению стереотипов модельной индустрии.
После аварии в Мексиканском заливе в 2010 году в журнале появилась фотографии британской модели Кристен МакМенами, одетой в шубу, облитую нефтью. Съемка вызвала неоднозначную реакцию в обществе, многие обвинили главного редактора в «гламуризации» трагедии.
В 2011 году на сайте журнала был опубликован материал под названием "Slave Earrings" (англ. "Серьги рабов"), что вызвало шквал критики и обвинения в расизме в адрес издания и его главного редактора. Позже Соццани принесла извинения, объяснив инцидент ошибочным переводом с итальянского на английский.

## Фильм
На 73-м Венецианском кинофестивале был представлен документальный фильм о Франке Соццани «Franca: Chaos and Creation», снятый её сыном, режиссёром и фотографом Франческо Карроццини.

## Публикации
Франка Соццани также является автором ряда публикаций и книг о моде, искусстве и дизайне.
- A Noir: An exploration of the colour Black between fashion and art, (1986) — Assouline[22]
- 30 Years of Italian Vogue (1994)[23]
- Visitors: 20 Museums for the Florence Biennale of Fashion and Art (1996), в соавторстве с Луиджи Сеттембрини — Skira Editore[24]
- Style in Progress: 30 years of L’Uomo Vogue (1998)[23]
- Dolce & Gabbana (1999) — Thames & Hudson[25]
- Valentino’s Red Book (2000) — Rizzoli International[26]
- Work in progress: photography (2001), в соавторстве с Джеймсом Труманом — Art Books International[27]
- British Artists At Work: An itinerary among the most important British artists of the time (2003) — Assouline (2003)[28]
- I capricci della moda (2010) — Bompiani[29]
- Emerald: twenty-one centuries of jewelled opulence and power (2013), в соавторстве с Джоанной Харди, Джонатаном Сэлфом и Хетти Джуда — Thames & Hudson[30]
- kARTell — 150 items, 150 artworks (2016) — Skira Editore[31]